# Clowesia thylaciochila
Clowesia thylaciochila är en orkidéart som först beskrevs av Lem., och fick sitt nu gällande namn av Dodson. Clowesia thylaciochila ingår i släktet Clowesia, och familjen orkidéer. Inga underarter finns listade i Catalogue of Life.

## Bildgalleri

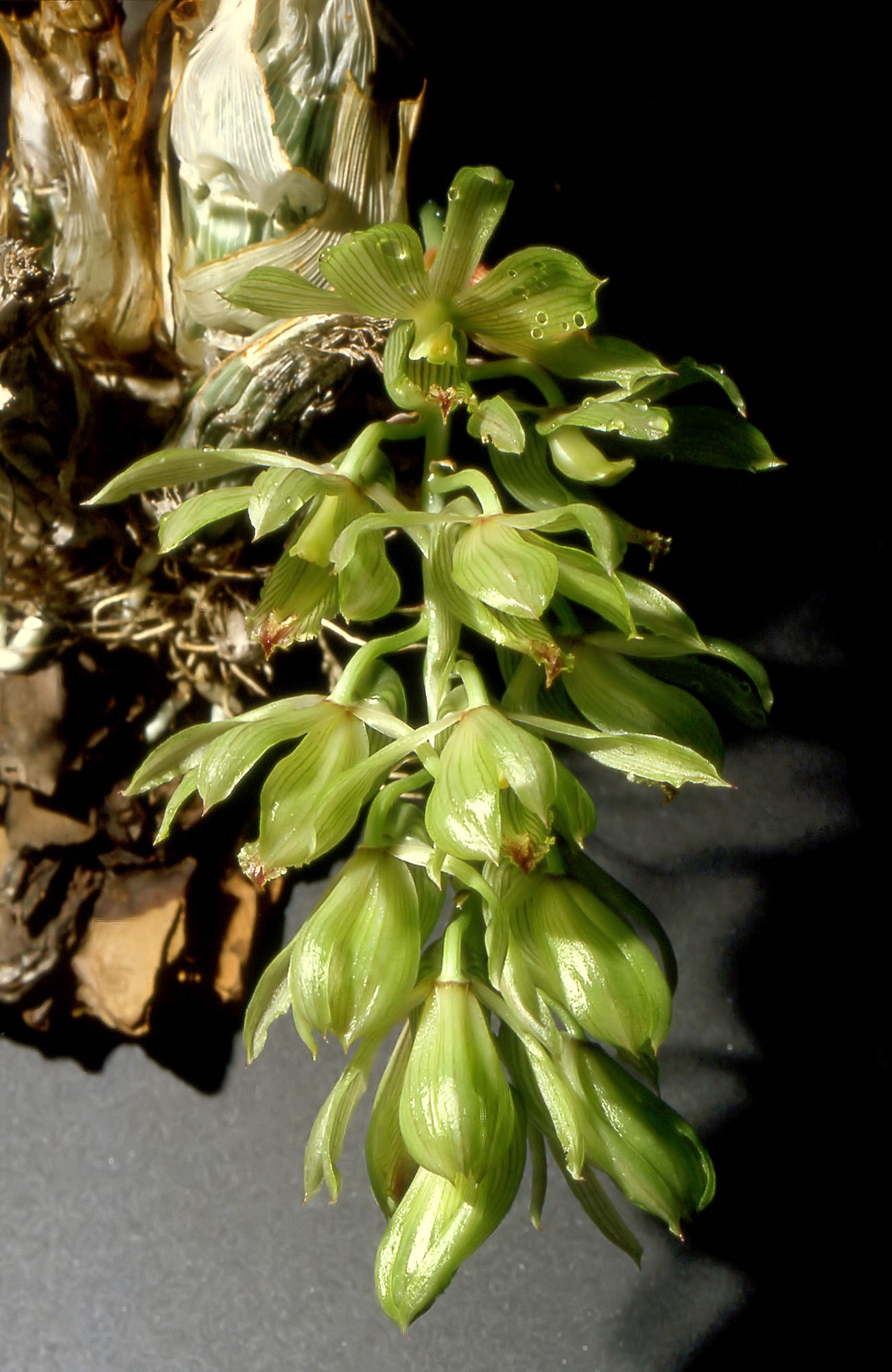
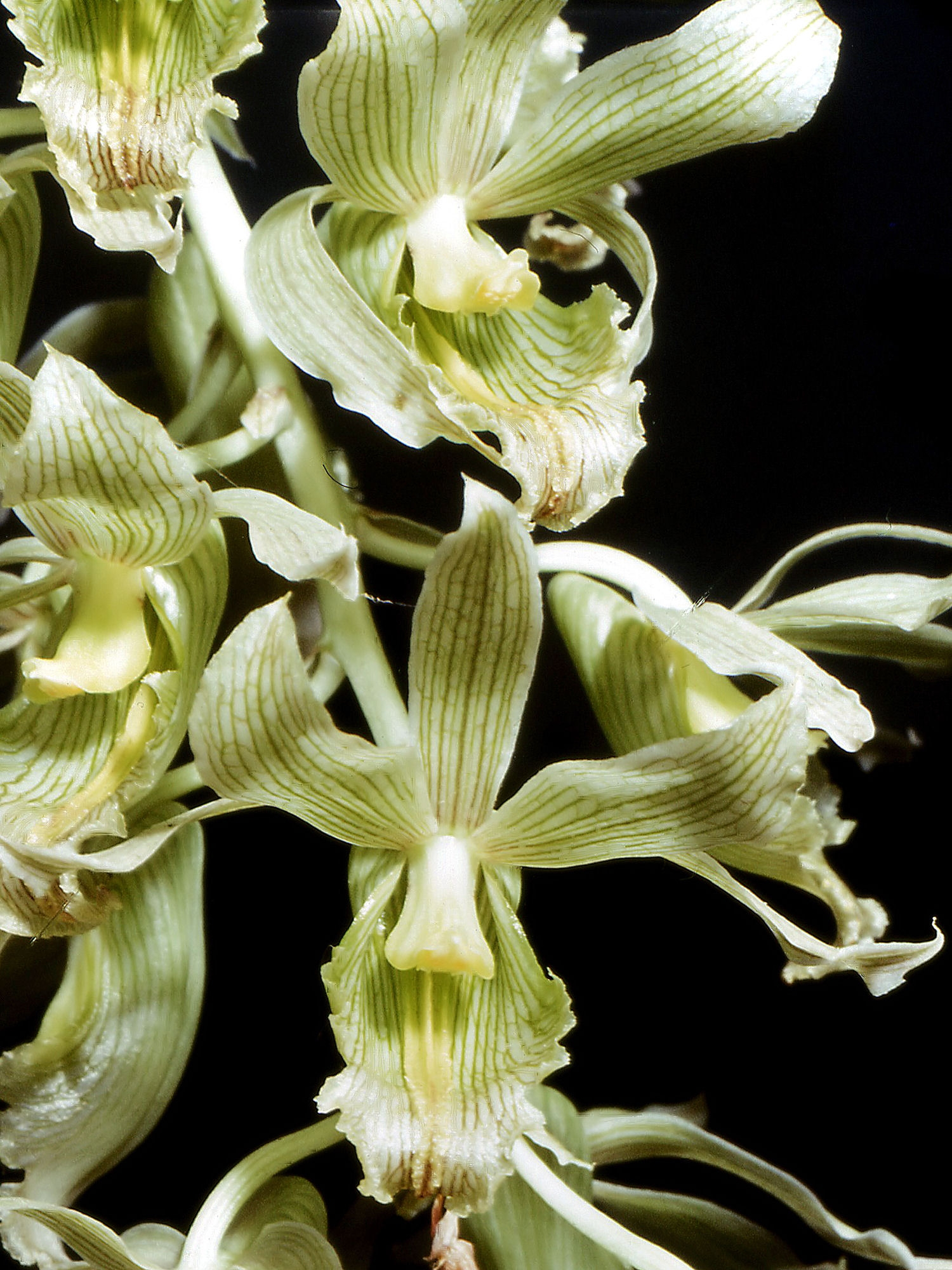
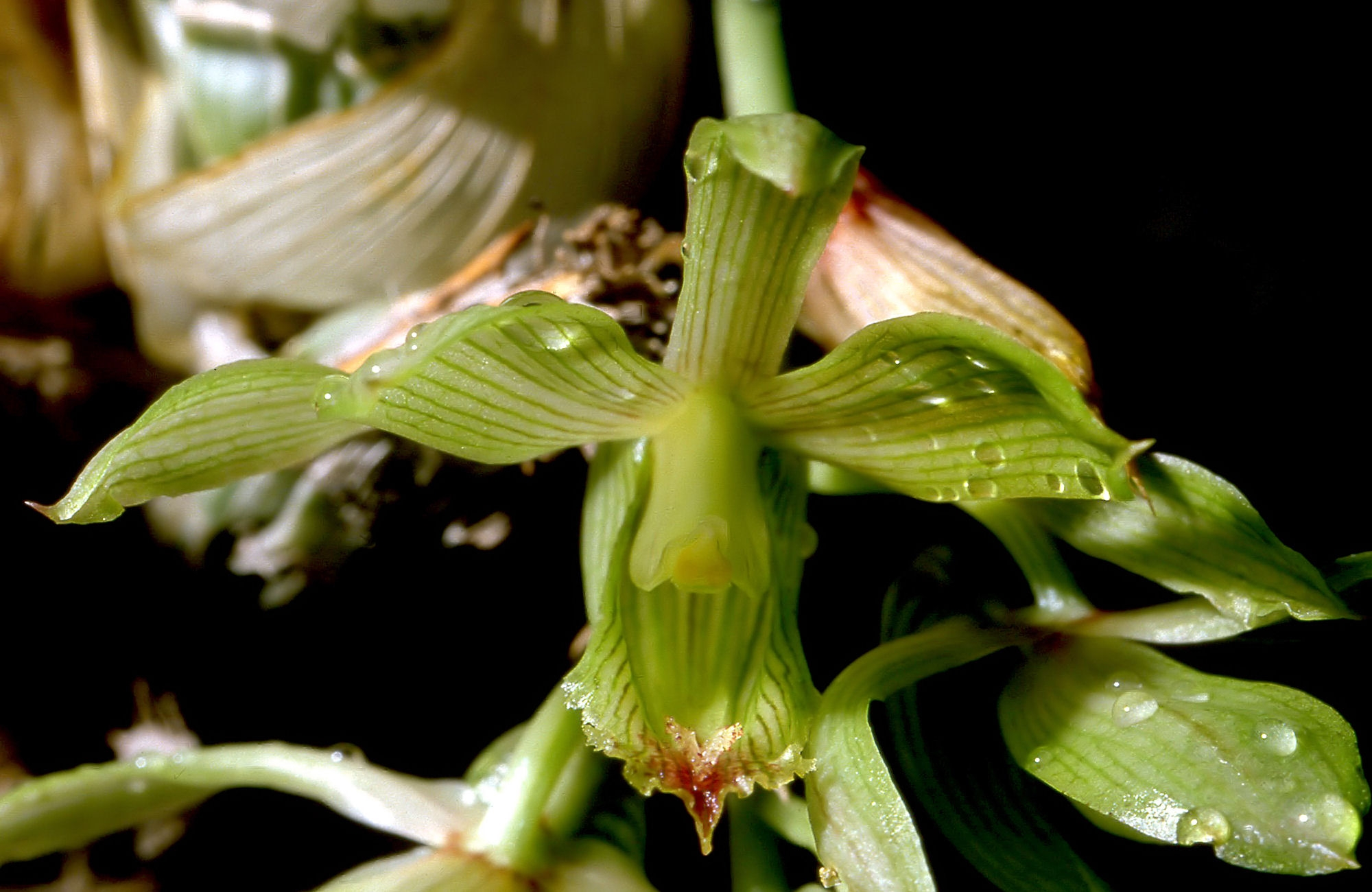